# Modèle tobit
Le modèle tobit est un modèle statistique utilisé pour décrire une relation entre une variable dépendante censurée et une variable indépendante,.
Il a été proposé par l'économiste James Tobin (Tobin 1958).